# Juan José Rosón
Juan José Rosón Pérez (Becerreá, 25 de septiembre de 1932- Madrid, 18 de agosto de 1986) fue un político español, ministro del Interior de España entre 1980 y 1982.

## Biografía
Hijo del farmacéutico Eulogio Rosón López, que fue diputado provincial por el distrito de A Fonsagrada-Becerreá durante 1924 y diputado corporativo entre 1925 y 1927 además de haber tenido una participación activa en el comité local de la Unión Patriótica que se organizó en Becerreá a finales de 1927.
Hermanos de Juan José fueron el general del Ejército Luis Rosón y Antonio Rosón, primer presidente de la Junta de Galicia y primer presidente del Parlamento de Galicia (1981-1986). Su tío, Eduardo Rosón López, fue gobernador civil de León, Orense (1921-1922), Burgos y Oviedo además de diputado nacional. 
Nació en 1932 en la población de Becerreá, pequeño municipio situado en la provincia de Lugo. Se casó con María Rosa Boix Serrano, hija del coronel Rafael Boix Ribó y Orfelina Serrano Martínez, nieta del diputado liberal Oliverio Martínez y Mier. 
Estudió ciencias políticas y económicas en la Universidad de Madrid, la actual Universidad Complutense de Madrid, y posteriormente ejerció la docencia en la Escuela Oficial de Radiodifusión y de Televisión.
Entre 1962 y 1964 fue secretario general del Sindicato Español Universitario (SEU), momento en el que pasó a ser director Coordinador y Secretario General de Televisión Española (TVE) , cargo que desarrolló hasta el 1970. Posteriormente entre enero y noviembre de 1974 fue director general de Radiotelevisión Española (RTVE). Consejero de la Agencia EFE durante su mandato en TVE también fue presidente del Sindicato Nacional de Radio y Televisión.

### Ministro del Interior
Como ministro de Interior en los gobiernos de UCD de la segunda legislatura, su papel fue clave en la disolución de ETA pm y en la reinserción de sus miembros.
Otro campo de actuación fue la desarticulación de los grupos terroristas de ultraderecha que hasta entonces habían contado con lo que en la práctica era una tolerancia. Cuando cesó, prácticamente todos los grupos responsables de asesinatos habían sido desarticulados tras lo cual este tipo de terrorismo quedó en niveles muy bajos.
Durante su período al frente del Ministerio tuvo lugar el llamado Caso Almería, durante el cual fueron torturados y asesinados por miembros de la Guardia Civil tres sospechosos de pertenecer a la organización terrorista ETA. Rosón, que había llegado a anunciar la detención de los tres supuestos etarras, posteriormente tuvo que contradecirse y atribuyó sus muertes a un «trágico error». Su actuación durante el caso Almería generó numerosas críticas públicas y parlamentarias.

### Últimos años
Cesó como ministro del Interior tras la victoria del PSOE en las elecciones generales de 1982. Tras ello entró a trabajar en la empresa Sintel, dependiente de Telefónica. Abandonó casi por completo la vida pública, aunque siguió manteniendo cierta actividad política en pos de la reunificación de las fuerzas centristas, incluida la fundación en 1984 del Club de Estudios Políticos Actuales.
Durante sus últimos años padeció una afección pulmonar por la que ya sufrió una primera operación en marzo de 1982, siendo aún ministro. A finales de 1985 su enfermedad se agravó y murió el 18 de agosto de 1986 a consecuencia de un paro cardíaco.

## Cargos desempeñados
- Secretario General del SEU (1962-1964)
- Director Coordinador y Secretario General de TVE (1964-1970)
- Consejero de la Agencia EFE (1968-1969)
- Presidente del Sindicato Nacional de Radio y Televisión/del Espectáculo
- Director general de RTVE (1974)
- Gobernador civil de la provincia de Madrid (1976-1980)
- Ministro del Interior (1980-1982)